# 고크주

고크 주의 위치

고크주(영어: Gok State)는 남수단 서부 바르알가잘 지방에 위치한 주로 주도는 쿠에이베트이며 면적은 4,865.9km2, 인구는 174,460명(2014년 기준)이다.
2015년에 실시된 행정 구역 개편에 따라 레이크스주에서 분리되어 신설되었다. 서쪽과 북쪽으로는 톤즈 주, 동쪽과 남쪽으로는 서레이크스 주와 접한다. 6개 군을 관할한다.